# Sejm nadzwyczajny 1668
Sejm 1668 – sejm nadzwyczajny I Rzeczypospolitej został zwołany 15 listopada 1667 roku.  
Sejmiki przedsejmowe w województwach odbyły się 14 grudnia 1667 roku. Marszałkiem sejmu obrano Jana Karola Czartoryskiego podkomorzego krakowskiego. 
Obrady sejmu trwały od 24 stycznia do 7 marca 1668 roku. Sejm został zerwany przez Marcina Dembickiego chorążego sandomierskiego. Nie podjęto żadnych uchwał.